# Fête de la Wartbourg

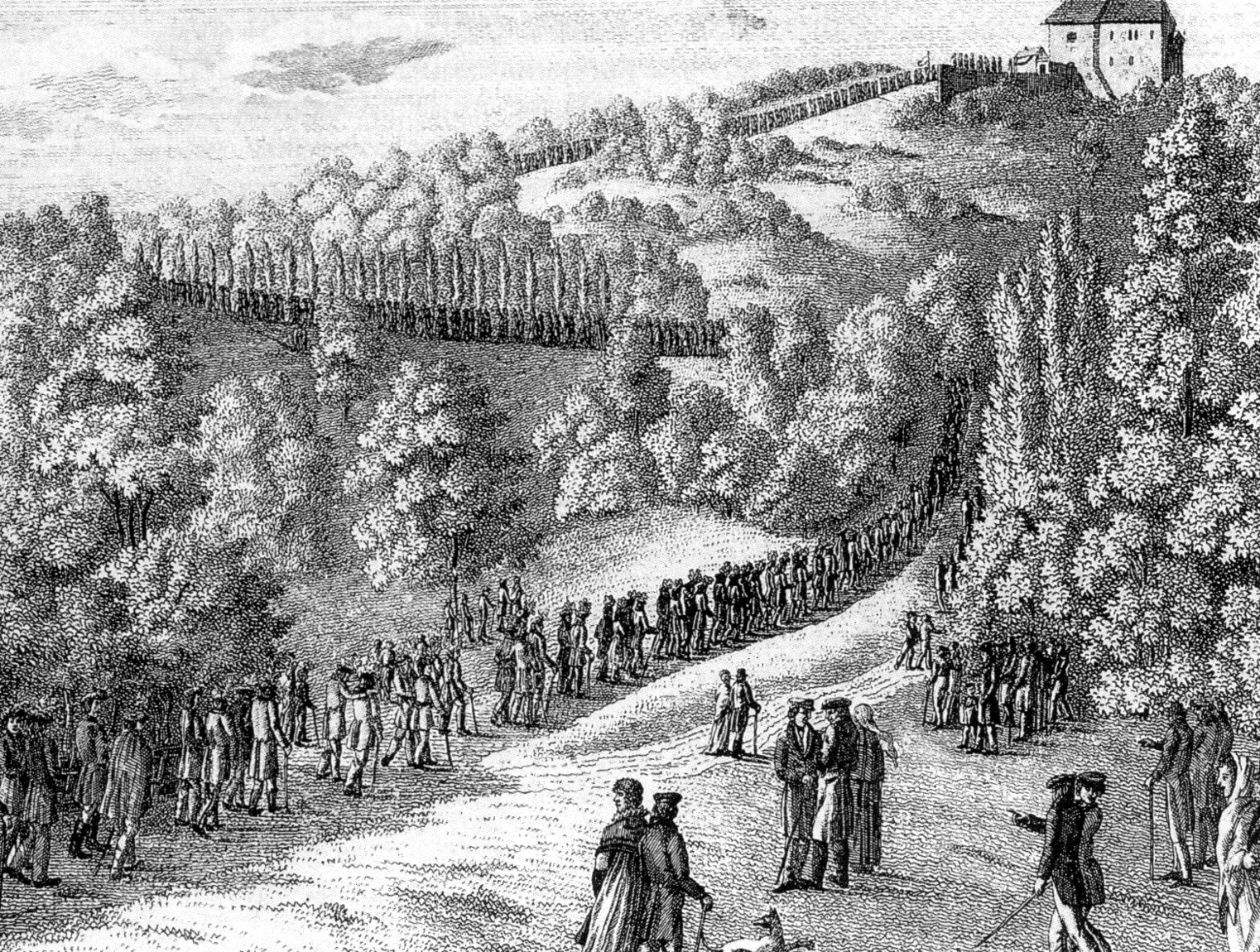
Étudiants se rendant à la Wartbourg, 1817.

La première fête de la Wartbourg (en allemand : Wartburgfest) a lieu le 18 octobre 1817, au château de Wartbourg, près d'Eisenach.

## Contexte
Certains Allemands, en particulier des étudiants et professeurs, considérés comme bourgeois intellectuels, sont déçus du peu de réformes démocratiques menées après la fin de la guerre de libération contre la France de Napoléon, et en particulier de l'absence de liberté de la presse et de liberté d'association. Ils regrettent également que l'unité allemande ne soit pas en voie de réalisation. Ainsi, les deux causes profondes qui amènent à cette fête sont la déception nationale et libérale.
En 1815, les étudiants d'Iéna fondent l'organisation de jeunesse Burschenschaften, dans le but de promouvoir l'idée de l'unité allemande au sein de l'université. Nombre d'entre eux ont combattu Napoléon, notamment dans le Lützowsches Freikorps (corps franc de Lützow), dont le drapeau noir, rouge et or est alors adopté comme drapeau allemand. Les étudiants demandent un État national et une constitution libérale ; ils entendent s'opposer aux forces qu'ils considèrent comme réactionnaires à l'intérieur des États allemands récemment recréés.

## Déroulement
À l'occasion du trois-centième anniversaire de l'affichage des 95 thèses de Martin Luther sur la porte de l'église de Wittemberg et du quatrième anniversaire de la bataille de Leipzig, les groupes étudiants, environ 500 au total, organisent une fête au château de Wartbourg, où Martin Luther s'était autrefois réfugié — il y avait traduit la Bible, et ainsi contribué à fixer la forme standard de la langue allemande, c'est pourquoi ce lieu est devenu un symbole du nationalisme allemand.
Durant cette fête, Arminius Rieman prononce un discours sur Luther marquant avec la critique des princes allemands. 
Est alors organisé un autodafé d'œuvres littéraires considérées comme réactionnaires, et des symboles napoléoniens. Cet événement rappelle que Luther fit brûler des livres qui représentaient l'autorité de l'Église. Ces troubles permettent à l'époque de justifier la suppression de mouvements libéraux, notamment par les décrets de Carlsbad, en 1819 avec l'interdiction des associations, la mise en place de police parmi les universités, la censure et l'arrestation d'étudiants et professeurs. Mais cela est surtout dû à l'assassinat en 1819 d'August von Kotzebue, un poète considéré comme agent secret de Metternich, par un étudiant, Sand. 
Une deuxième fête de la Wartbourg a lieu à l'occasion de la révolution allemande de 1848.